# Mika Takehara
Mika Takehara Nilsson, född 3 mars 1974 i Fukuoka prefektur, Japan, är en japansk-svensk slagverkare.

## Biografi
Mika Takehara tog examen vid Toho Gakuen i Tokyo efter slagverks- och pukstudier för professor Yoshitaka Kobayashi, Kyoichi Sano och Akikuni Takahashi samt marimbastudier för Keiko Abe.
1997 inledde hon fördjupade studier vid Toho Gakuen och blev då inbjuden av professor Anders Loguin till Stockholm och Kungliga Musikhögskolan. Efter fyra års studier tog Takehara solistdiplom och gjorde sin diplomkonsert som solist med Kungliga Filharmonikerna i slagverkskonserten "The Baron in the Trees"" av Britta Byström.
Takehara debuterade 1998 som solist med Kroumata. Vidare har hon som medlem i slagverksensemblen Glorious Percussion framträtt med orkestrar som Berlinerfilharmonikerna, Göteborgs Symfoniker, Helsingfors stadsorkester, Dresdens filharmoniker och Los Angeles Philharmonic. Sedan 1999 spelar hon även opera, orkester- och kammarmusik med japanska Saito Kinen-orkestern under Seiji Ozawa. Mellan 2005 och 2010 var Takehara pukist i Mito Chamber Orchestra. Hon undervisar också vid Kyotouniversitetet i Seiji Ozawa Orchestra Academy och vid Kungliga Musikhögskolan i Stockholm.
Mika Takehara har bland annat utkommit med soloalbumet "Thirteen Drums" utgivet på BIS Records.
Hon är gift med slagverkaren Ludvig Nilsson och paret är bosatt i Stockholm.